# Simplocaria nivalis
Simplocaria nivalis là một loài bọ cánh cứng trong họ Byrrhidae. Loài này được Ganglbauer miêu tả khoa học năm 1904.